# Le sorelle Lacroix
Le sorelle Lacroix è un romanzo di Georges Simenon terminato nel 1937 e pubblicato come preoriginale in cinque puntate su La Revue de France tra gennaio e marzo 1938, cui seguì lo stesso anno la prima edizione in libro per Gallimard. Il manoscritto originale fu venduto nel 1943 su iniziativa dell'autore, devolvendo il ricavato ai prigionieri di guerra.

## Trama
Il romanzo, ambientato a Bayeux nel Calvados, ha per protagoniste le due sorelle Lacroix, Matilde e Leopoldina chiamata Poldina. Matilde è sposata con Emanuele Vernes, un restauratore e mediocre pittore, dal quale ha avuto due figli: Giacomo e Genoveffa. Anche Poldina è stata sposata, ma poco dopo il matrimonio il marito è stato ricoverato in un sanatorio svizzero, dal quale non è più tornato. Poldina ha una figlia, Sofia, che ora è una giovane viziata e nel romanzo è, sostanzialmente, una figura di contorno.
L'incipit è abbastanza originale per un romanzo di Simenon:
"...Piena di grazia, il Signore è teco...piena di grazia, il Signore è teco..."
Chi recita questa litania in una chiesa è Genoveffa, una giovane diciassettenne in odore di santità e martirio. Il romanzo si dipana lentamente in un clima claustrofobico e la casa su tre livelli è anch'essa una coprotagonista.
"Esteriormente, la casa sembrava regolata dalla piena armonia"
Ma come in molte famiglie borghesi descritte da Simenon, l'apparenza perbenista è per il mondo esterno; all'interno meschinità, poteri e veti sono gestiti dalle due donne in modo sempre subdolo e mai diretto, anche tra loro.
"Era il tono abituale della casa: voci dure, sguardi senza indulgenza, oscuri sottintesi"
Poldina è quella più determinata ed è quella che gestisce gli affari di famiglia. Vernes, il marito di Matilde, è considerato poco più che una nullità. Vive rintanato nel suo studio all'ultimo piano a dipingere piccoli quadri che hanno come soggetto i tetti delle case che vede dalla finestra. L'unica che lo considera è Genoveffa, ma anche tra i due il dialogo è imbarazzato, fatto principalmente di sguardi.
Giacomo, il figlio maggiore, vorrebbe andarsene, non ne può più del clima di tensione che regna in casa. Rivela a Genoveffa che intende scappare con la figlia di un notaio dal quale lavora come praticante. Genoveffa però non sta bene, sente che sta per ammalarsi, vive di presentimenti, come ispirata, e lo supplica di rimandare.
Nella casa tutti i movimenti sono reciprocamente sorvegliati.
"Non si riusciva più a capire chi era spiato, chi era sospettato di nascondere qualche cosa"
Dai comportamenti anomali di Vernes, Poldina ha un sospetto. Si reca a Le Havre per far analizzare la zuppa che viene servita ogni sera. Il farmacista al quale si era rivolta rileva piccole tracce di arsenico, in quantità non letali, ma che a lungo andare avrebbero avuto effetti nocivi sull'organismo.
Poldina tiene per sé la scoperta ma a cena annuncia, tra lo stupore dei commensali, che il dottore gli ha proibito di mangiare minestra.
Ma da alcuni fatti e atteggiamenti della sorella anche Matilde sospetta qualcosa.
A circa metà libro si capiscono le cause del tetro clima famigliare. Matilde ed Emanuele pur dormendo nella stessa camera non si parlano dalla nascita di Genoveffa, cioè da quando Matilde ha scoperto che lui e la sorella erano amanti e che Sofia era sua figlia. Il matrimonio e l'immediato esilio in Svizzera del marito casuale era stato l'espediente per dare una decente copertura. Le sorelle però non ne avevano fatto un dramma, in fondo Matilde si era sposata perché così si usava e non aveva mai amato il marito. Questo era il segreto che le legava e che era usato tacitamente come arma di ricatto sulla gestione del quotidiano. Nessuno dei figli è a conoscenza di questo.
Una notte, disattendendo l'ordine di non rivolgerle la parola, nel silenzio ostentato di Matilde, prendendo spunto da un articolo di giornale nel quale un operaio disoccupato si era ucciso dopo aver sterminato la famiglia, Emanuele tacitamente ammette di avere voluto avvelenare tutti, lui compreso.
Perché?
"Non poterne più... Se tu mi avessi amato avresti avuto una scusa ... ma ho presto capito cosa si voleva da me. Due figli, un maschio e una femmina, poiché avevi stabilito anche il numero ... E adesso mi chiedo se non è stato per gelosia, per avere anche lei un figlio, che tua sorella mi ha cercato... La verità è che tu e Poldina avete bisogno di odio... Sono sicuro che da bambine giocavate a litigare come altri giocano alla bottega o alla bambola... Quando si ha una scheggia in un dito la carne reagisce , lavora per espellere il corpo estraneo... Ebbene io sono stato il corpo estraneo in casa Lacroix! E non soltanto io, anche i miei figli ... non pensavi che potessero essere dei veri Lacroix. Non pensavi che potessero essere dei Vernes. Allora man mano che crescevano, hai incominciato ad odiare anche loro... E anche tua sorella li odiava... Eravate in due a detestare tutto ciò che non era voi due."
Emanuele qualche giorno dopo si impicca nel suo studio. Genoveffa è disperata e continua a non alzarsi più dal letto, dice di non poter camminare e si lascia pian piano morire di consunzione.
L'inventario dei beni lasciati del defunto, risultati insignificanti, sono un altro motivo di tensione con Giacomo, il quale nel frattempo si sposa e occupa il piano terra della casa sovvertendo regole stabilite da sempre. Le sorelle via via si trasferiscono ai piani superiori abbandonate anche dalla domestica. Un giorno, Poldina rovistando nello studio trova per caso, e prontamente la nasconde, la busta dell'arsenico della quale si erano spesso domandate dove Emanuele poteva averla messa.
Ma dalla busta cadono sul tappeto dei granelli che vengono subito notati da Matilde. Ma non ne parlano. È iniziata una nuova tacita schermaglia.
"Mi domando cosa farete tu e zia Poldina, quando non ci sarò più.."
aveva detto Genoveffa a sua madre prima di morire.
"Esse erano due, due Lacroix che potevano vivere perché potevano odiarsi a vicenda, sospettarsi, sorridersi con falsità, osservarsi di sottecchi, camminare sulla punta dei piedi... e l'odio diventava più spesso, più denso più pesante, poiché lo spazio era più ristretto”

## Edizioni italiane
- Le sorelle Lacroix, traduzione di Marise Ferro, Collana Il girasole. Biblioteca Economica n. 140, Milano, Arnoldo Mondadori Editore, 1960.
- Le sorelle Lacroix, traduzione di Federica e Lorenza Di Lella, Collana Biblioteca n.735, Milano, Adelphi, 2022, ISBN 978-88-459-3696-8.